# Гнила
Гнила (на сръбски: Гнила) е село в Сърбия, разположено в община Тутин, Рашки окръг. Намира се на 959 метра надморска височина. Населението му според преброяването през 2011 г. е 6 души. При преброяването на населението през 2002 г. има 14 жители, от тях 14 (100,00 %) бошняци.

## Население
Численост на населението според преброяванията през годините:
- 1948 – 35 души
- 1953 – 39 души
- 1961 – 47 души
- 1971 – 35 души
- 1981 – 34 души
- 1991 – 13 души
- 2002 – 14 души
- 2011 – 6 души